# 新疆野决明
新疆野决明（学名：Thermopsis turkestanica）为豆科野决明属下的一个种。

## 扩展阅读
- 維基物種上的相關：新疆野决明